# 陳大力 (台灣)
陳大力，台湾詞曲作家，曾擔任飛碟唱片的副總經理、唱片策劃人。1990年代初與陳秀男搭檔，被譽爲黃金組合，1991年以《瀟灑走一回》獲得第4屆金曲獎最佳作曲人獎。

## 生平
飛碟唱片其中一名股東，主理飛碟唱片期間，發掘創作人陳秀男，兩人在1990年代合作創作出多首名曲。飛碟唱片被易手後，曾赴加拿大養病，後回到台灣後創立擎天唱片。

## 創作作品
《什麼樣的愛你才會懂》、《瀟灑走一回》、《真心真意過一生》，《選擇》、《為什麽受傷的總是我》、《不是每個戀曲都有美好回憶》（國語）/《真真假假》（粵語）、《英雄淚》、《把所有的愛都留給你》、《渴望》、《大海》、《真情難收》、《追風少年》、《驀然回首》。

## 獲獎記錄

### 金曲獎
| 年份   | 獲提名         | 獎項                    | 結果 |
| ------ | -------------- | ----------------------- | ---- |
| 1992年 | 《瀟灑走一回》 | 第4届金曲獎最佳作曲人獎 | 獲獎 |

### 金鼎獎
| 年份   | 獲提名         | 獎項                     | 結果 |
| ------ | -------------- | ------------------------ | ---- |
| 1992年 | 《瀟灑走一回》 | 第15届金鼎獎最佳作曲人獎 | 獲獎 |